# Dynasty (2025)
O Dynasty 2025 foi um evento pay-per-view (PPV) de luta livre profissional produzido pela All Elite Wrestling (AEW). Foi o segundo evento anual do Dynasty e aconteceu em 6 de abril de 2025, no Liacouras Center em Filadélfia, Pensilvânia, marcando o primeiro evento pay-per-view da AEW a ser realizado na Pensilvânia.
Doze lutas foram disputadas no evento, incluindo duas no pré-show "Zero Hour". No evento principal, Jon Moxley derrotou Swerve Strickland para reter o Campeonato Mundial da AEW. Em outras lutas de destaque, Kenny Omega derrotou Ricochet e "Speedball" Mike Bailey em uma luta three-way para reter o Campeonato Internacional da AEW, e Adam Cole derrotou Daniel Garcia para conquistar o Campeonato TNT da AEW. O evento também contou com o retorno dos Young Bucks (Matthew Jackson e Nicholas Jackson) após uma pausa desde outubro de 2024.

## Produção

### Introdução

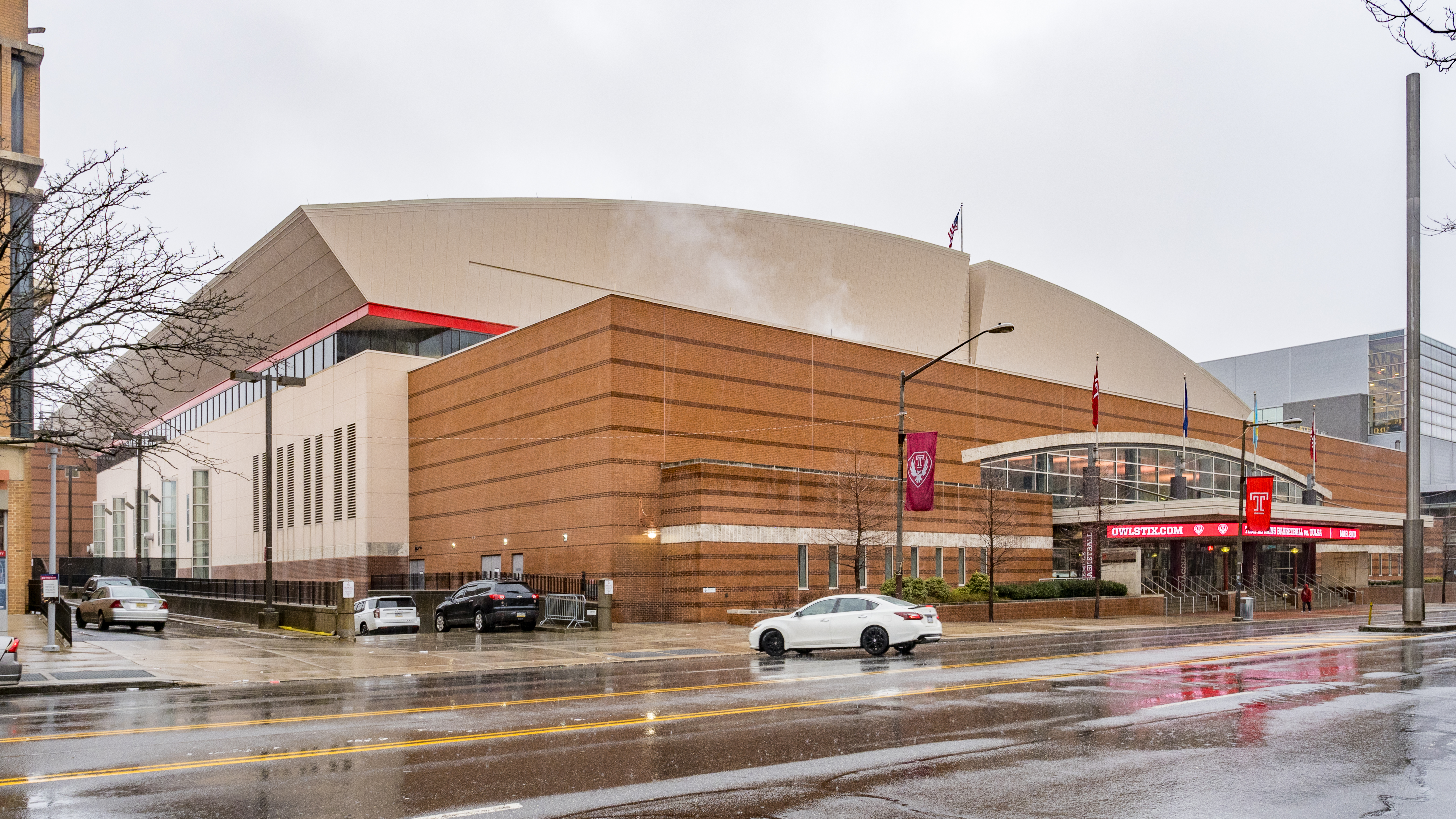
O evento foi realizado no Liacouras Center em Filadélfia, Pensilvânia, marcando o primeiro pay-per-view da AEW realizado no estado.

Em abril de 2024, a promoção de wrestling profissional americana All Elite Wrestling (AEW) realizou um evento pay-per-view (PPV) intitulado Dynasty. Em 22 de janeiro de 2025, foi anunciado que o segundo evento do Dynasty aconteceria em 6 de abril daquele ano no Liacouras Center em Filadélfia, Pensilvânia, marcando o primeiro evento PPV da AEW a ser realizado na Pensilvânia, estabelecendo assim o Dynasty como um evento PPV anual para AEW.

### Rivalidades
Dynasty contou com lutas de luta livre profissional que envolveram diferentes lutadores de rivalidades preexistentes e enredos de história, escritos pelos escritores da AEW. As histórias foram produzidas nos programas semanais de televisão da AEW, Dynamite e Collision.
| Papel                      | Nome                                                |
| -------------------------- | --------------------------------------------------- |
| Comentaristas em inglês    | Excalibur (Pré-show e PPV)                          |
| Comentaristas em inglês    | Tony Schiavone (Pré-show e PPV)                     |
| Comentaristas em inglês    | Taz (PPV)                                           |
| Comentaristas em inglês    | Nigel McGuinness (PPV)                              |
| Comentaristas em inglês    | Jim Ross (Will Ospreay vs. Kevin Knight)            |
| Comentaristas em inglês    | Matt Menard (Pré-show)                              |
| Comentaristas em inglês    | MVP (luta pelo Campeonato Mundial de Duplas da AEW) |
| Comentaristas em inglês    | Don Callis (Kyle Fletcher vs. Mark Briscoe)         |
| Comentaristas em espanhol  | Carlos Cabrera                                      |
| Comentaristas em espanhol  | Alvaro Riojas                                       |
| Comentaristas em espanhol  | Ariel Levy                                          |
| Anunciadores de ringue     | Justin Roberts (PPV)                                |
| Anunciadores de ringue     | Arkady Aura (Pré-show)                              |
| Árbitros                   | Aubrey Edwards                                      |
| Árbitros                   | Bryce Remsburg                                      |
| Árbitros                   | Mike Posey                                          |
| Árbitros                   | Paul Turner                                         |
| Árbitros                   | Rick Knox                                           |
| Árbitros                   | Stephon Smith                                       |
| Entrevistadora             | Lexy Nair                                           |
| Apresentadores do pré-show | Renee Paquette                                      |
| Apresentadores do pré-show | RJ City                                             |
| Apresentadores do pré-show | Jeff Jarrett                                        |

## Resultados
| Nº                                          | Resultados | Estipulações | Tempo |
| ------------------------------------------- | --- | --- | ----- |
| Pré- show                                   | Nick Wayne e CRU (Action Andretti e Lio Rush) (com Kip Sabian e Mother Wayne) derrotaram AR Fox e Top Flight (Dante Martin e Darius Martin) (com Leila Grey) | Luta de trios | 11:15 |
| Pré- show                                   | Anthony Bowens (com Billy Gunn) derrotou Max Caster | Luta individual | 0:40  |
| 3                                           | Will Ospreay derrotou Kevin Knight | Luta das quartas de final do Torneio Owen Hart Cup masculino                                                                  | 13:50 |
| 4                                           | The Hurt Syndicate (Bobby Lashley e Shelton Benjamin) (c) (com MVP) derrotou The Learning Tree (Big Bill e Bryan Keith)                                      | Luta de duplas pelo Campeonato Mundial de Duplas da AEW                                                                       | 11:00 |
| 5                                           | Mercedes Moné derrotou Julia Hart | Luta das quartas de final do Torneio Owen Hart Cup feminino                                                                   | 13:00 |
| 6                                           | Death Riders (Claudio Castagnoli, Pac e Wheeler Yuta) (c) derrotaram Rated FTR (Cope, Cash Wheeler e Dax Harwood)                                            | Luta de trios pelo Campeonato Mundial de Trios da AEW                                                                         | 14:45 |
| 7                                           | "Timeless" Toni Storm (c) (com Luther) vs. Megan Bayne (com Penelope Ford)                                                                                   | Luta individual pelo Campeonato Mundial Feminino da AEW                                                                       | 15:25 |
| 8                                           | Kyle Fletcher (com Don Callis) derrotou Mark Briscoe | Luta Owen Hart Cup Tournament Quartas de Final masculina                                                                      | 16:15 |
| 9                                           | Bandido (máscara) derrotou Chris Jericho (título) | Luta Título vs. Máscara pelo Campeonato Mundial da ROH                                                                        | 18:15 |
| 10                                          | Adam Cole derrotou Daniel Garcia (c) | Luta individual pelo Campeonato TNT da AEW Esta luta não tinha limite de tempo e nenhuma interferência externa era permitida. | 15:35 |
| 11                                          | Kenny Omega (c) derrotou Ricochet e "Speedball" Mike Bailey                                                                                                  | Luta three-way pelo Campeonato Internacional da AEW                                                                           | 31:00 |
| 12                                          | Jon Moxley (c) (com Marina Shaffir) derrotou Swerve Strickland (com Prince Nana)                                                                             | Luta individual pelo Campeonato Mundial da AEW                                                                                | 31:35 |
| (c) – Refere-se aos campeões antes da luta. | | |       |

### Torneio Eliminador do Campeonato Internacional da AEW
|  |                                                              |                                                              |          |     |                              |                              |
|  | Eliminatórias Dynamite (12 de março) Collision (15 de março) | Eliminatórias Dynamite (12 de março) Collision (15 de março) |          |     | Final Dynamite (19 de março) | Final Dynamite (19 de março) |
|  | Eliminatórias Dynamite (12 de março) Collision (15 de março) | Eliminatórias Dynamite (12 de março) Collision (15 de março) |          |     | Final Dynamite (19 de março) | Final Dynamite (19 de março) |
|  |                                                              |                                                              |          |     |                              |                              |
|  |                                                              |                                                              |          |     |                              |                              |
|  | Orange Cassidy                                               | Pin                                                          |          |     |                              |                              |
|  | Orange Cassidy                                               | Pin                                                          |          |     |                              |                              |
|  | Hechicero                                                    | 10:09                                                        |          |     |                              |                              |
|  | Hechicero                                                    | 10:09                                                        |          |     |                              |                              |
|  |                                                              |                                                              |          |     |                              |                              |
|  |                                                              |                                                              |          |     |                              |                              |
|  | The Beast Mortos                                             | 10:57                                                        |          |     |                              |                              |
|  | The Beast Mortos                                             | 10:57                                                        |          |     | Orange Cassidy               | —                            |
|  | "Speedball" Mike Bailey                                      | Pin                                                          |          |     | Orange Cassidy               | —                            |
|  | "Speedball" Mike Bailey                                      | Pin                                                          |          |     | "Speedball" Mike Bailey      | Pin                          |
|  |                                                              |                                                              |          |     | "Speedball" Mike Bailey      | Pin                          |
|  |                                                              |                                                              | Ricochet | Pin |                              |                              |
|  | Katsuyori Shibata                                            | 12:34                                                        | Ricochet | Pin |                              |                              |
|  | Katsuyori Shibata                                            | 12:34                                                        |          |     | Mark Davis                   | 17:57                        |
|  | Ricochet                                                     | Pin                                                          |          |     | Mark Davis                   | 17:57                        |
|  | Ricochet                                                     | Pin                                                          |          |     |                              |                              |
|  |                                                              |                                                              |          |     |                              |                              |
|  |                                                              |                                                              |          |     |                              |                              |
|  | Mark Briscoe                                                 | 12:15                                                        |          |     |                              |                              |
|  | Mark Briscoe                                                 | 12:15                                                        |          |     |                              |                              |
|  | Mark Davis                                                   | Pin                                                          |          |     |                              |                              |
|  | Mark Davis                                                   | Pin                                                          |          |     |                              |                              |